# Simão Botelho

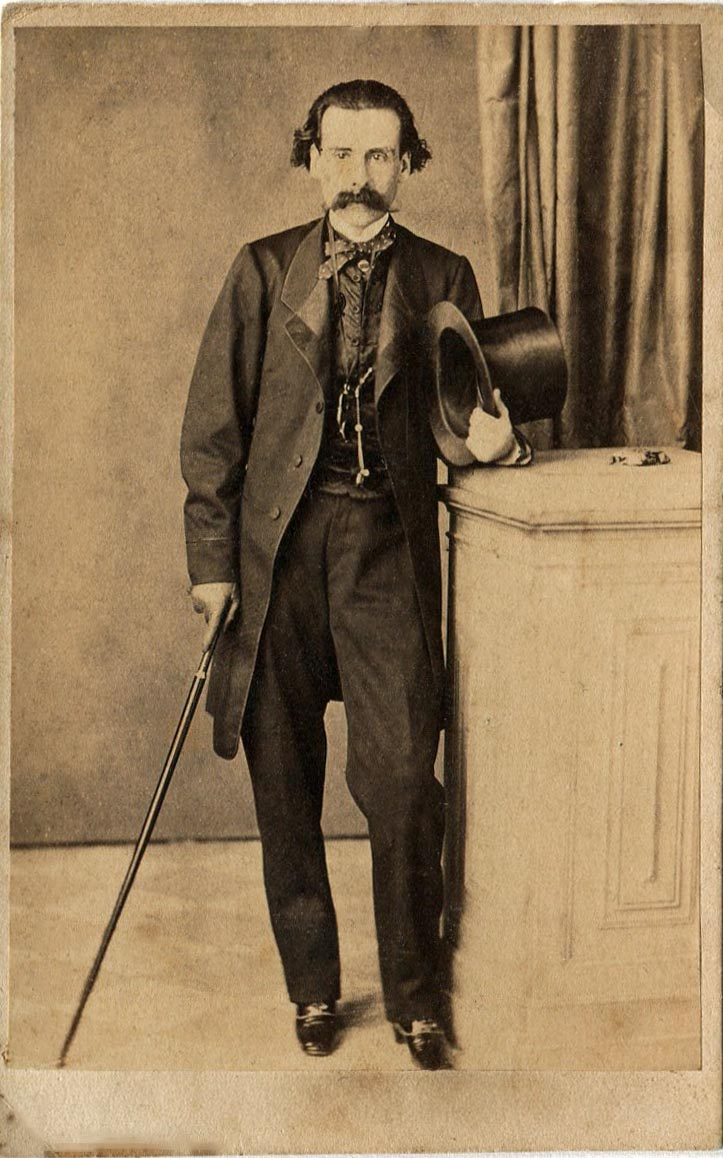
Camilo Castelo Branco, autor da obra Amor de Perdição.

Simão Botelho é uma das personagens principais do romance Amor de Perdição, de Camilo Castelo Branco. Apaixonado por Teresa de Albuquerque, coloca a sua vida em risco causando um final trágico.

## Amor de Simão e Teresa
Simão é filho de Domingos Botelho e D. Rita Preciosa e enquanto vivia em Viseu encontrou o amor de sua vida, Teresa. Por serem de famílias rivais Teresa e Simão tinham um amor proibido, mas isso não os impedia de se amarem, pois, ambos se contactavam por cartas. Por outro lado, surge João da Cruz, ferrador local, e sua filha, Mariana.
Teresa é castigada por seu pai, Tadeu de Albuquerque, por se recusar a casar com seu primo Baltasar, então é levada para um convento em Monchique onde ficará até o dia de sua morte. No dia da sua ida para o convento, Simão na tentativa de ver Teresa uma última vez antes de partir é impedido por Baltasar. Simão, cego pelo amor, começa a lutar com Baltasar e acabar por o matar com um tiro.
Numa primeira instância, Simão é condenado à forca, porém, seu pai, que era juiz, muda o  destino do filho influenciado pela sua mulher e os seus amigos. Simão acaba por ser julgado a dez anos de prisão na Índia.

## O não retribuído Amor de Mariana por Simão
Nas suas divergências com o seu pai, Simão fica hospedado durante algum tempo em casa de João da Cruz, ferrador local, e conhece sua filha, Mariana. A história de Simão e Mariana também teve um final trágico. Mariana sentia um amor absoluto por Simão, porém sem esperança pois Simão amava Teresa. Antes de ser mandado para a Índia, Simão ficou preso durante algum tempo em Portugal e era Mariana que tratava dele.

## Final trágico de Simão
Simão embarca no navio que o levaria até à Índia e horas depois da viagem ter iniciado Simão descobre que Teresa havia morrido, consumida pela tristeza de ver partir o seu amado. Simão ao receber esta notícia adoece e acaba por falecer. Ao lançarem o corpo de Simão ao mar, Mariana que acompanhou Simão na viagem, após a morte de seu pai, agarra o defunto e acaba por se suicidar.

## Características
Simão era estudante na Universidade de Coimbra, era natural da cidade de Lisboa, tinha 18 anos aquando foi julgado, era de estatura ordinária, cara redonda, olhos castanhos, cabelo e barba preta e tinha uma personalidade impetuosa. Tinha um vestuário clássico sem muitos padrões.

## Ligações Externas
- Site oficial do museu Casa de Camilo